# Простір Шварца
Простір Шварца — простір функцій, всі похідні яких швидко спадають до нуля з ростом аргумента. Названий Александром Гротендіком в честь Лорана Шварца. Функції з цього простору часто називають функціями Шварца. Позначається найчастіше буквою {\displaystyle S} або {\displaystyle {\mathcal {S}}}.
Формально кажучи, складається з таких гладких функцій {\displaystyle f(x)}, що {\displaystyle x^{m}\partial ^{k}f(x)\rightarrow 0} при {\displaystyle |x|\rightarrow \infty } швидше, ніж {\displaystyle {\frac {1}{|x|^{\alpha }}}} при довільному додатному {\displaystyle \alpha }.
Важливою властивістю простору Шварца є те, що перетворення Фур'є є автоморфізмом цього простору. Будь-яку функцію з цього простору перетворення Фур'є переводить у деяку функцію з цього ж простору, і навпаки — кожна з функцій з простору Шварца є прообразом Фур'є деякої функції з цього простору.
Даний простір використовується, наприклад, як простір основних функцій при означенні перетворення Фур'є узагальнених функцій (узагальнені функції над {\displaystyle S} часто називають узагальненими функціями повільного зростання) і відіграє досить важливу роль у функціональному аналізі та теорії рівнянь з частинними похідними.

## Означення
Нехай {\displaystyle C^{\infty }(\mathbb {R} ^{n})} — простір нескінченно-диференційовних функцій {\displaystyle f(x):\mathbb {R} ^{n}\rightarrow \mathbb {C} }, а
{\displaystyle C_{D}^{\infty }(\mathbb {R} ^{n}),D\subset \mathbb {R} ^{n}} — простір нескінченно-диференційовних функцій з компактним носієм (тут {\displaystyle D} — деяка компактна множина в {\displaystyle \mathbb {R} ^{n}}).
Для довільних мультиіндексів {\displaystyle m,k} визначимо систему норм {\displaystyle \|\cdot \|_{m,k}} наступним чином:
{\displaystyle \|f\|_{m,k}=\sup _{x\in \mathbb {R} ^{n}}\left|x^{m}\partial ^{k}f(x)\right|,\quad f(x)\in C^{\infty }(\mathbb {R} ^{n}).}
Простором Шварца або простором швидкоспадних функцій на {\displaystyle \mathbb {R} ^{n}} є такий функціональний простір:
{\displaystyle S\left(\mathbb {R} ^{n}\right)=\left\{f\in C^{\infty }(\mathbf {R} ^{n})\mid \|f\|_{m,k}<+\infty \quad \forall m,k\right\}.}
З означення простору випливає, що виконуються нерівності
{\displaystyle \sup _{x\in \mathbb {R} ^{n}}\left|x^{m}\partial ^{k}f(x)\right|\leqslant C_{mk},}
де {\displaystyle C_{mk}} — деякі подвійна послідовність додатних дійсних чисел, причому на поведінку цієї послідовності не накладається ніяких обмежень.
Збіжність в просторі {\displaystyle S} визначається наступним чином: послідовність функцій {\displaystyle \{\varphi _{s}(x)\}_{s=1}^{\infty }} збігається до функції {\displaystyle \varphi (x)}, якщо
а) для довільного {\displaystyle q=0,1,2,\ldots } послідовність похідних {\displaystyle \{\varphi _{s}^{(q)}(x)\}} збігається рівномірно до {\displaystyle \varphi ^{(q)}(x)} в довільній обмеженій області;
б) для довільних {\displaystyle m,k} виконуються оцінки
{\displaystyle \sup _{x\in \mathbb {R} ^{n}}\left|x^{m}\partial ^{k}\varphi _{s}(x)\right|\leqslant C_{mk},} де сталі {\displaystyle C_{mk}} не залежать від {\displaystyle s}.

## Приклади
- функція типу функції Гауса

{\displaystyle f(x)=x^{a}\displaystyle e^{-(bx)^{2}},\quad a,b\in \mathbb {R} ;}

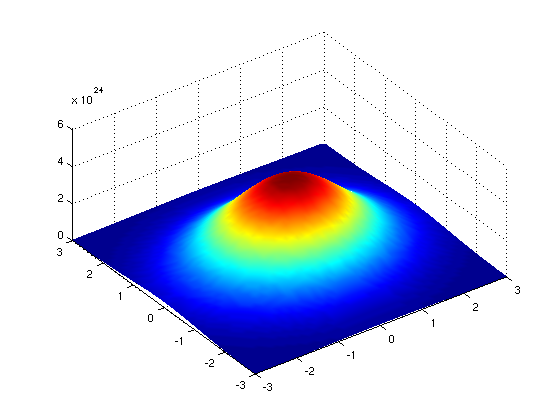
Двовимірна функція Гауса є прикладом швидкоспадної функції

- як узагальнення попереднього прикладу — всі функції виду

{\displaystyle f(x)=P(x)\displaystyle e^{-bx^{\alpha }},\quad b,\alpha >0,}
де {\displaystyle P(x)} — довільний многочлен;
- довільна гладка функція з компактним носієм, тобто функція з {\displaystyle C_{D}^{\infty }(\mathbb {R} ^{n}).}

## Властивості
- за означенням функції з простіру {\displaystyle S\left(\mathbb {R} ^{n}\right)} є підмножиною функцій із {\displaystyle C^{\infty }(\mathbb {R} ^{n}),\,S\left(\mathbb {R} ^{n}\right)\subset C^{\infty }(\mathbb {R} ^{n})};

- функції з {\displaystyle C_{D}^{\infty }(\mathbb {R} ^{n})} утворюють щільну множину в {\displaystyle S\left(\mathbb {R} ^{n}\right)};

- лінійна комбінація, поточковий добуток довільних двох функцій із {\displaystyle S(\mathbb {R} ^{n})} та зсув по аргументу не виводять за межі простору {\displaystyle S(\mathbb {R} ^{n})}

{\displaystyle f,g\in S(\mathbb {R} ^{n}),\,\,\forall \alpha ,\beta \in \mathbb {R} ,\,\,\forall h\in \mathbb {R} ^{n}:\quad \alpha f(x)+\beta g(x),\,\,f(x)\cdot g(x),\,\,f(x+h)\in S(\mathbb {R} ^{n});}
- простір Шварца є простором Фреше — повним метризовним локально випуклим простором

- {\displaystyle S(\mathbb {R} ^{n})\subset } {\displaystyle L^{p}(\mathbb {R} ^{n})} для довільного {\displaystyle p,\,1\leqslant p\leqslant +\infty };

- перетворення Фур'є є автоморфізмом {\displaystyle S(\mathbb {R} ^{n})\rightarrow S(\mathbb {R} ^{n});}

- довільна функція із {\displaystyle S(\mathbb {R} )} є рівномірно неперервною на {\displaystyle \mathbb {R} .}

## Простори типуS
З означення простору Шварца випливає, що виконуються нерівності
{\displaystyle \sup _{x\in \mathbb {R} ^{n}}\left|x^{m}\partial ^{k}f(x)\right|\leqslant C_{mk}.}
Якщо числа {\displaystyle C_{mk}} спеціальним чином залежать від мультиіндексів {\displaystyle m} та {\displaystyle k,} то виділяють такі простори типу простору Шварца:
- Простір {\displaystyle S_{\alpha },\alpha \geqslant 0,} складається з таких нескінченно диференційовних функцій {\displaystyle f(x)}, для яких виконуються нерівності

{\displaystyle \|f\|_{m,k}=\sup _{x\in \mathbb {R} ^{n}}\left|x^{m}\partial ^{k}f(x)\right|\leqslant C_{k}B^{m}m^{m\beta },\quad f\in C^{\infty }(\mathbb {R} ^{n})}
де сталі {\displaystyle C_{k},A} залежать від функції {\displaystyle f}.
- Простір {\displaystyle S^{\beta },\beta \geqslant 0,} складається з таких нескінченно диференційовних функцій {\displaystyle f(x)}, які задовольняють нерівності

{\displaystyle \|f\|_{m,k}\leqslant C_{m}A^{k}k^{k\alpha },}
де сталі {\displaystyle C_{m},B} залежать від функції {\displaystyle f}.
- Простір {\displaystyle S_{\alpha }^{\beta },\alpha ,\beta \geqslant 0,}

складається з таких нескінченно диференційовних функцій {\displaystyle f(x)}, які задовольняють нерівності
{\displaystyle \|f\|_{m,k}\leqslant CA^{k}B^{m}k^{k\alpha }m^{m\beta },}
де сталі {\displaystyle C,A,B} залежать від функції {\displaystyle f}.
Простори {\displaystyle S_{\alpha },S^{\beta },S} можна вважати граничними випадками простору {\displaystyle S_{\alpha }^{\beta }}, а саме
{\displaystyle S_{\alpha }=S_{\alpha }^{\infty },\quad S^{\beta }=S_{\infty }^{\beta },\quad S=S_{\infty }^{\infty }.}